# Volframita
Volframita (português brasileiro) ou Volframite (português europeu) (de volfrâmio como wolframita), é um minério de tungstato de ferro e manganês com fórmula química (Fe,Mn )WO4. Pode ser considerado uma mistura variável (entre 20 e 80%), isomorfa, de dois minerais: tungstato de ferro (FeWO4) e tungstato de manganês (MnWO4). Quando a variedade do ferro é dominante (mais de 80%) o mineral é denominado ferberita e, quando a variedade manganês é dominante (também acima de 80%) é denominada hubnerita. 

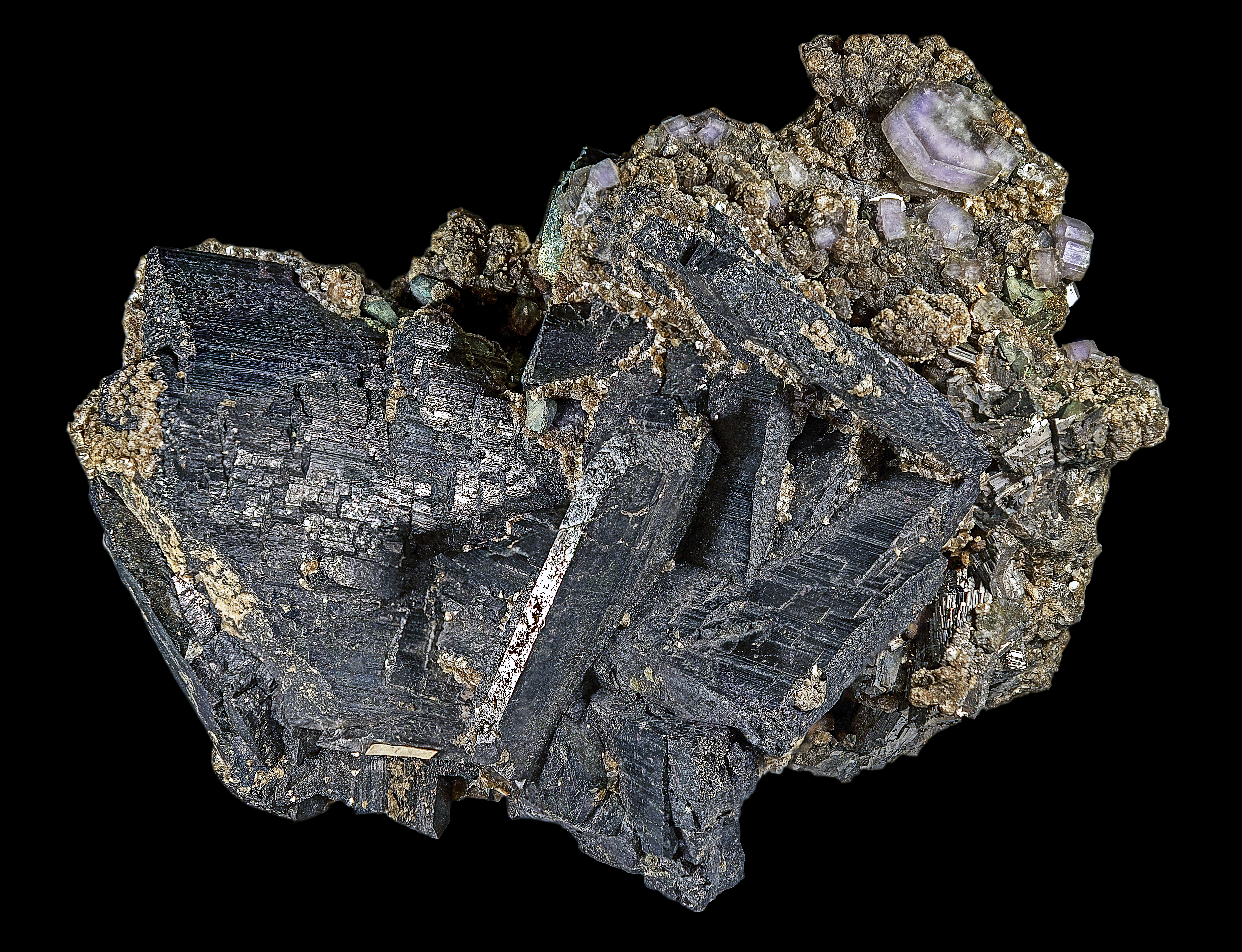
Volframite de Portugal, Minas da Panasqueira

A volframita é um mineral com estrutura cristalina monoclínica, cor variando entre cinza, marrom (castanho) e preto, translúcido a opaco, brilho submetálico a resinoso, massa específica entre 7,0 e 7,5, e com dureza entre 5,0 e 5,5.
Este mineral não reage com HCl, ou seja, não ocorre efervescência.
Ocorre frequentemente nas veias hidrotermais associado com minérios de zinco. Encontrado em veias de quartzo em associação com rochas graniticas , e com a hematita, turmalinas, cassiterita, micas e pirita.
Junto com a scheelita é o minério mais importante para obtenção do tungstênio. Importantes depósitos destes minerais estão na Bolívia, na Califórnia e Colorado (Estados Unidos) , na China, em Portugal, na Rússia, e na Coreia do Sul (segundo os chineses, a China produz aproximadamente 75% da demanda mundial destes minérios).